# Tapiz de Bayeux
El tapiz de Bayeux (en francés: Tapisserie de Bayeux [tapisʁi də bajø]; en inglés: Bayeux Tapestry), también conocido como Tapiz de la reina Matilde, es un gran lienzo bordado del siglo XI, con inscripciones en latín, que describe los hechos previos a la conquista normanda de Inglaterra, que culminó con la batalla de Hastings. 
Desde los años 1980, el original se conserva y exhibe en el Museo del  Tapiz de Bayeux en la ciudad de Bayeux (Calvados) en Normandía, Francia.  El Tapiz de Bayeux ha sido presentado para su inscripción en 2007 en el Programa Unesco para la Memoria del Mundo.

## Descripción

### Un gran lienzo bordado
Aunque recibe el nombre de tapiz (paño ornamental tejido en su totalidad) se trata de un bordado donde los hilos añadidos siguen la silueta diseñada de los motivos y figuras.
El tejido de base es lino con ligamento tafetán, compuesto por nueve fragmentos de longitud variada, el mayor de 13,75 m, unidos por ribeteado. El conjunto resultante tiene dimensiones que le confieren una parte de su carácter excepcional: 69,55 m de largo, 50 cm de altura media y un peso aproximado de 350 kg.
El bordado se realizó con dos técnicas, pespunte para los contornos lineares de las figuras y «punto de couchage» para su relleno. Se empleó principalmente hilo de lana en cuatro colores de base (rojo, amarillo, verde y azul) y ocho tonalidades a partir de tintes vegetales de la época como la gualda, la purpurina o el índigo, que se mezclaron con hilo más fino de lino para dar relieve a ciertas figuras como flechas y lanzas.

### Orígenes, destino e influencias

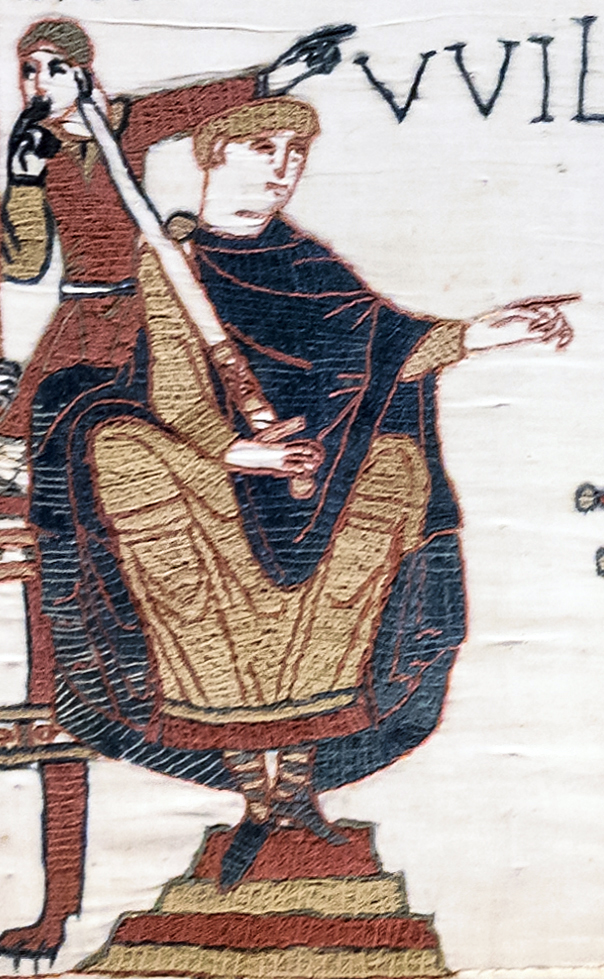
Guillermo el Conquistador.

No se han encontrado documentos de la época que permitan conocer el o los maestros autores ni la persona que inspiró la obra o la fecha de realización.
Según la tradición francesa, la pieza habría sido creada por la reina Matilde, esposa de Guillermo el Conquistador, y sus sirvientas, de ahí la denominación secundaria de «tapiz de la reina Matilde». La hipótesis historiográfica más aceptada es que fue realizado por mandato de Odo, arzobispo de Bayeux y hermano materno de Guillermo, para servir de ornamento a la catedral de Bayeux el día de su consagración, el 14 de julio de 1077.
La homogeneidad del diseño permite pensar que fue supervisado por un clérigo, con el conocimiento necesario de la lengua latina a pesar de los vocablos anglosajones, y ejecutado en el sur de Inglaterra, posiblemente en Canterbury o Winchester, Kent, donde se sabe que existían talleres de bordado con maestros de ambos sexos y que habría deseado imprimir un carácter a la vez religioso y profano a la obra que detalla la victoria militar en la batalla de Hastings.
Por una parte, se comparan los acontecimientos de su tiempo con otros relatos bíblicos, en especial la toma de Judea por los babilonios. Esta significación se aprecia en la escena del juramento de Harold el Sajón sobre un relicario que es semejante al Arca de la Alianza, los leones alados adoptados por Guillermo son el símbolo de Babilonia según las visiones del profeta Daniel, la muerte por una flecha en un ojo de Harold de manera similar al cegamiento de Nabucodonosor[cita requerida], etc. El aspecto profano de la pieza se muestra en la exaltación de la épica batalla y de los valerosos guerreros.
El autor o autores se habrían inspirado de diversas fuentes que son reconocibles en la obra, en especial los relatos en espiral de las columnas tradicionales como la columna de Trajano en Roma, los manuscritos bíblicos anglosajones como el Génesis de Cadmion o bizantinos como el rollo de Josué del año 1000, conservado en la Biblioteca Vaticana, y las largas telas murales populares de Escandinavia.

### Una obra única
Según el informe de presentación al registro Unesco, hasta la fecha no se ha podido recuperar ninguna obra textil occidental del siglo XI similar en tamaño y relevancia al tapiz de Bayeux. El tapiz también es único porque en él se ofrecen informaciones sobre detalles previos a la invasión de Inglaterra que no se pueden encontrar en ningún texto de la época, como la expedición en Bretaña ilustrada en las escenas 18-23 o el juramento de Bayeux de la escena 26.
El tapiz es una fuente documental sobre el modo de vida y costumbres, la arquitectura militar y civil, el arte militar, la navegación o la agricultura de la sociedad normanda e inglesa de la Edad Media. En él se pueden contar:
- 626 personajes,
- 202 caballos y mulas,
- 55 perros,
- 505 animales y bestias,
- 37 fortalezas y edificios,
- 41 navíos y embarcaciones.[2]

La calidad gráfica de la obra, con recursos para aumentar el dramatismo y la acción, así como la fluidez de la narración, plano a plano, la aproximan a la técnica contemporánea de la historieta, por lo que algunos la consideran «el primer cómic de la historia», a pesar de su carencia de viñetas y de la existencia de obras previas divididas en escenas.

## Historia del tapiz desde elsigloXV
El tapiz es documentado por primera vez en el inventario de obras de la catedral de Notre-Dame de Bayeux de 1476, pero es a finales del siglo XVII cuando despierta el interés por la obra y se realizan las primeras reproducciones, en especial la de 1724 de N.J. Foucault, intendente de Normandía, que se exhibe actualmente en el Gabinete de Estampas de la Biblioteca Nacional de París. 
Durante la Revolución francesa, el tapiz pudo perderse para siempre por la pretensión de algunos de utilizarlo como envoltorio para un carro de municiones. Napoleón lo mandó transportar a París para ser exhibido en 1803 como acción de propaganda, mientras se realizaban los preparativos de la posteriormente fracasada invasión del Reino Unido.
En 1812, mientras se guardaba en la prefectura de Bayeux, sufrió daños que fueron inventariados por Charles Stothard quien trabajó sobre una reproducción en color del tapiz para la Society of Antiquaries de Londres
De regreso a Bayeux (Calvados), fue sometido durante el siglo XIX a varios estudios científicos y expuesto, protegido por un panel de cristal, tras su restauración en 1842. Considerado un tesoro de Francia, el tapiz fue evacuado en 1870 durante la guerra Franco-prusiana.
A comienzos de la Segunda Guerra Mundial, el tapiz fue nuevamente desmontado y evacuado para su protección a Sourches (Vienne), en las cercanías de Poitiers (Vienne). Los nazis de la Ahnenerbe-SS, bajo la supervisión del Conde Metternich, estudiaron la obra que había sido transferida a la Abadía de Juaye-Mondaye. Durante la Batalla de Normandía, el tapiz fue depositado en los almacenes del Museo del Louvre de París, salvándose de la tentativa de ser llevado por los alemanes en los últimos días de la ocupación.
En 1982, el tapiz fue restaurado bajo la supervisión del Ministerio de Cultura francés y trasladado a las dependencias de un antiguo seminario en Bayeux transformado para su nueva misión en el Centro Guillermo el Conquistador.

## La obra de arte

### El tema

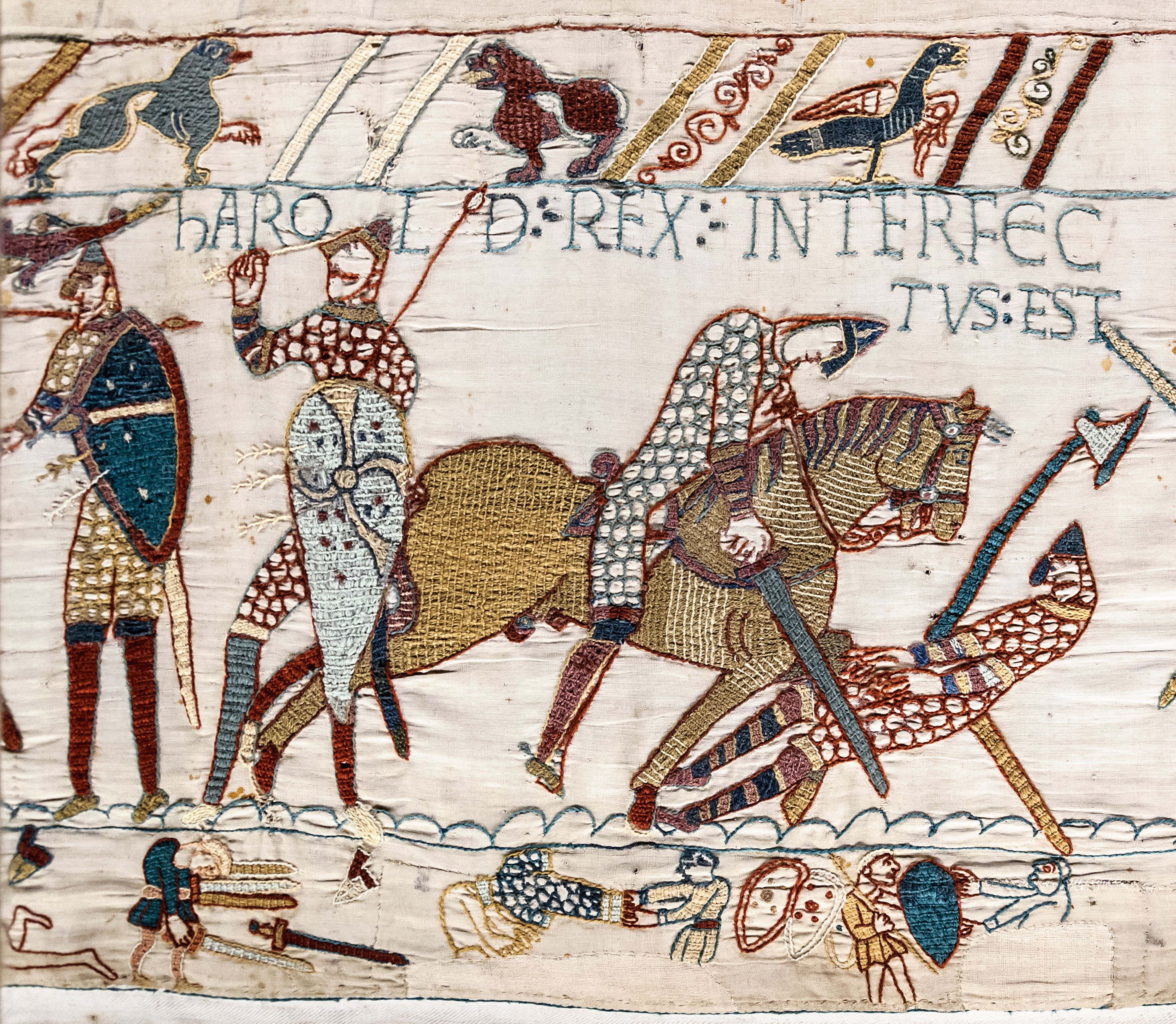
Muerte de Harold al ser alcanzado por una flecha (izquierda).

El tapiz de Bayeux relata los hechos acontecidos entre 1064 y 1066 de la conquista de Inglaterra por los normandos y del transcurso de la decisiva batalla de Hastings, que cambiaron el curso de la historia de las naciones francesa e inglesa.
El relato epopéyico comienza en 1064 cuando el anciano rey Eduardo de Inglaterra, sin heredero directo, envía a su cuñado Harold el Sajón a Francia para que ofrezca la corona a su primo designado como sucesor, Guillermo de Normandía. A pesar de jurar fidelidad a Guillermo, Harold se hace con la corona a su regreso a Inglaterra al morir repentinamente Eduardo el 5 de enero de 1066. Guillermo prepara durante varios meses una gran armada y desembarca con su ejército en Sussex, derrotando y dando muerte finalmente a Harold y sus tropas en los campos de Hastings.

### Estilo y composición
Contiene 58 escenas que retratan con cuidado y detalle la llegada al trono de Guillermo I de Inglaterra. Un ejemplo es la presencia de una de las primeras representaciones artísticas del cometa Halley, que fue visible claramente en el cielo de Inglaterra entre el 24 y el 30 de abril de 1066 y que fue interpretado como un mal augurio en la coronación del rey Haroldo II de Inglaterra. La sección final del tapiz, que mostraba la rendición de los sajones en Berkhamsted y la coronación del rey Guillermo en la abadía de Westminster, se ha perdido.

## Las escenas: Inscripciones latinas y relato

### Escenas 1-6: Viaje de Harold a Normandía

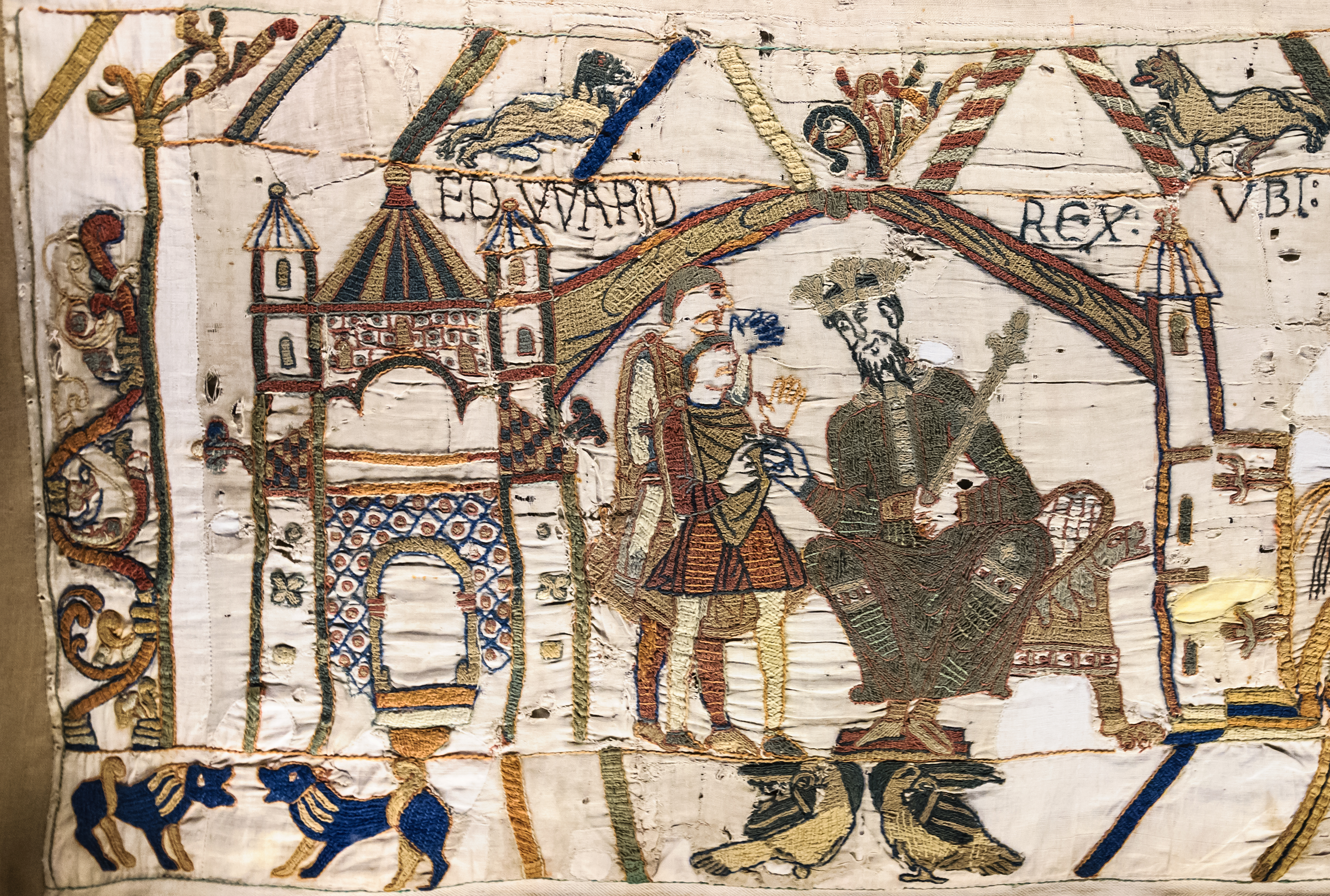
Escena 1: Eduardo el Confesor da instrucciones a Harold el Sajón.

- (1) Edward rex Ubi Harold dux Anglorum...

El viejo rey Eduardo el Confesor da instrucciones a Harold el Sajón, quien parte a caballo. 
- (2) ...et sui milites equitant ad Bosham...

Harold cabalga acompañado por sus caballeros que portan halcones de cetrería hacia Bosham.
- (3) ...Æcclesia...

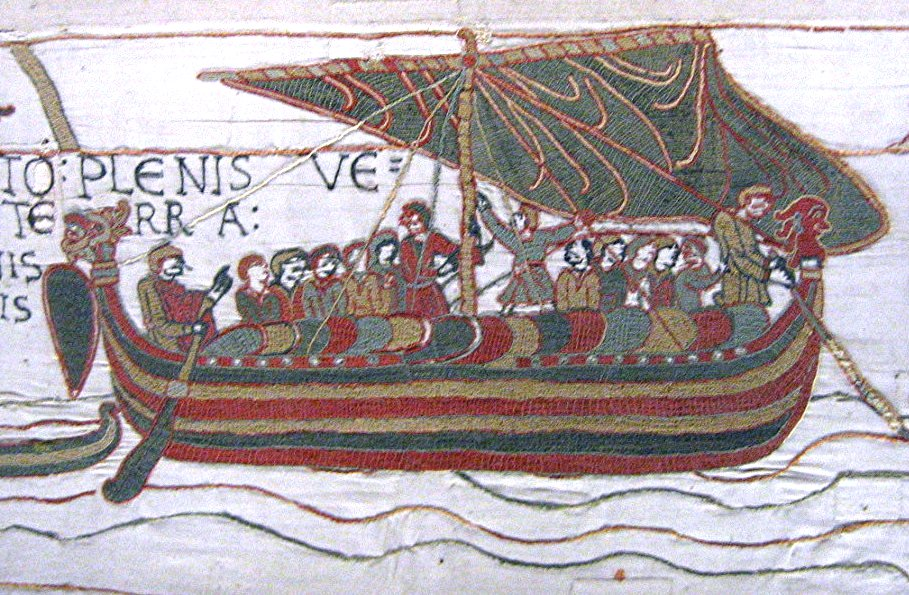
Escena 5: Harold el Sajón cruzando el Canal de la Mancha.

La Iglesia de Bosham junto al palacio de Harold, donde se celebra un banquete en la planta superior.
- (4)...Hic Harold mare navigavit...

Harold embarca con sus hombres hacia Normandía.
- (5)-(6)...et velis vento plenis venit in terram Widonis comitis Harold...

La travesía del Canal de la Mancha y desembarco de Harold en la costa norte.

### Escenas 7-17: Captura de Harold y encuentro con Guillermo
- (7)...Hic apprehendit Wildo Haroldum...

Guy de Ponthieu y su tropa (dcha.) arrestan a Harold recién desembarcado, como se aprecia por sus pies descalzos en el agua y desarmado.
- (8)-(9) ...et duxit eum ad Belrem et ibi eum tenuit Ubi Harold et Wido parabolant...

Harold es conducido por el conde Guy al castillo de Beaurain, y a su llegada Guy parlamenta con Harold.
- (10)-(13)...Ubi nuntii Willelmi ducis venerunt ad Widonem Turold Nuntii Willelmi Hic venit nuntius ad Wilgelmum ducem...

El conde Guy escucha a un emisario del duque Guillermo. El emisario llega al castillo de Guy mientras un enano mozo de cuadra guarda los caballos, o posiblemente Turold de Rochester. El emisario emprende camino para dar parte de la noticia de la presencia de Harold en el país. Guillermo presta atención a los mensajeros en su castillo de Ruan.
- (14)-(17)...Hic Wildo adduxit Haroldum ad Wilgelmum Normannorum ducem Hic dux Wilgelm cum Haroldo venit ad palatium suum Ubi unus clericus et Ælfgyva...

Guy conduce a Harold cabalgando para encontrarse con Guillermo a medio camino. Guillermo y sus hombres armados reciben a Guy y les entrega a Harold, quien es recibido con respeto y llevado a palacio. A su llegada, Guillermo concede audiencia, espada en mano, en una gran sala de palacio. Ælfgyva (una mujer inglesa) y un monje (una escena de las escenas inexplicadas).

### Escenas 18-24: Campaña contra Conán de Bretaña

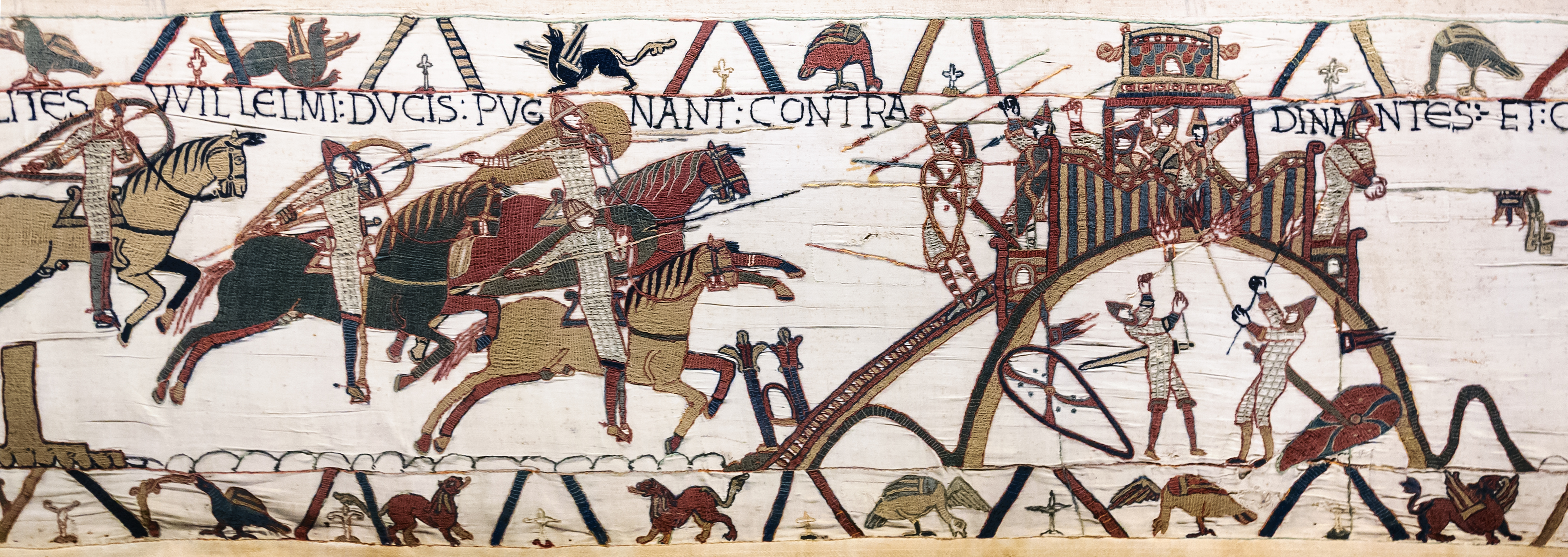
Cerco del castillo de Dinan, Bretaña.

Hic Willem dux et exercitus eius venerunt ad montem Michaelis et hic transierunt flumen Cosnonis. Hic Harold dux trahebat eos de arena et venerunt ad Dol et Conan fuga vertit Rednes Hic milites Willelmi ducis pugnant contra Dimantes et Cunan claves porrexit

### Escenas 25-32: Juramento de Harold, regreso y coronación
Hic Willelm dedit Haroldo arma Hic Willelm venit Bagias Ubi Harold sacramentum fecit Willelmo duci Hic Harold dux reversus est ad Anglicam terram et venit ad Edwardum regem Hic portatur corpus Edwardi regis ad ecclesiam sancti Petri Apostoli Hic Edwardus rex in lecto alloquitur fideles et hic defunctus est Hic dederunt Haroldo coronam regis Hic residet Harold rex Anglorum Stigant achiepiscopus Isti mirant(ur) stellam Harold

### Escenas 33-43: Preparativos de la invasión y travesía
Este fragmento quiere decir que la invasión

### Escenas 44-51: Desembarco en Inglaterra
Hic exeunt caballi de navibus et hic milites festinaverunt Hestiga ut cibum reperentur Hic est Wadard Hic conquitur caro et hic ministraverunt Ministri Hic fecerunt prandium et hic episcopus cibum et potum benedicit Odo episcopus Willelm Rotbert Iste iussit ut foderetur castellum at Hestengaceastra Hic nuntiatum est Willelmo de Harold(o) Hic domus incenditur Hic milites exierunt de Hestenga et venerunt ad prelium contra Haroldum rege(m)

### Escenas 51-61: Maniobras previas y arenga a las tropas

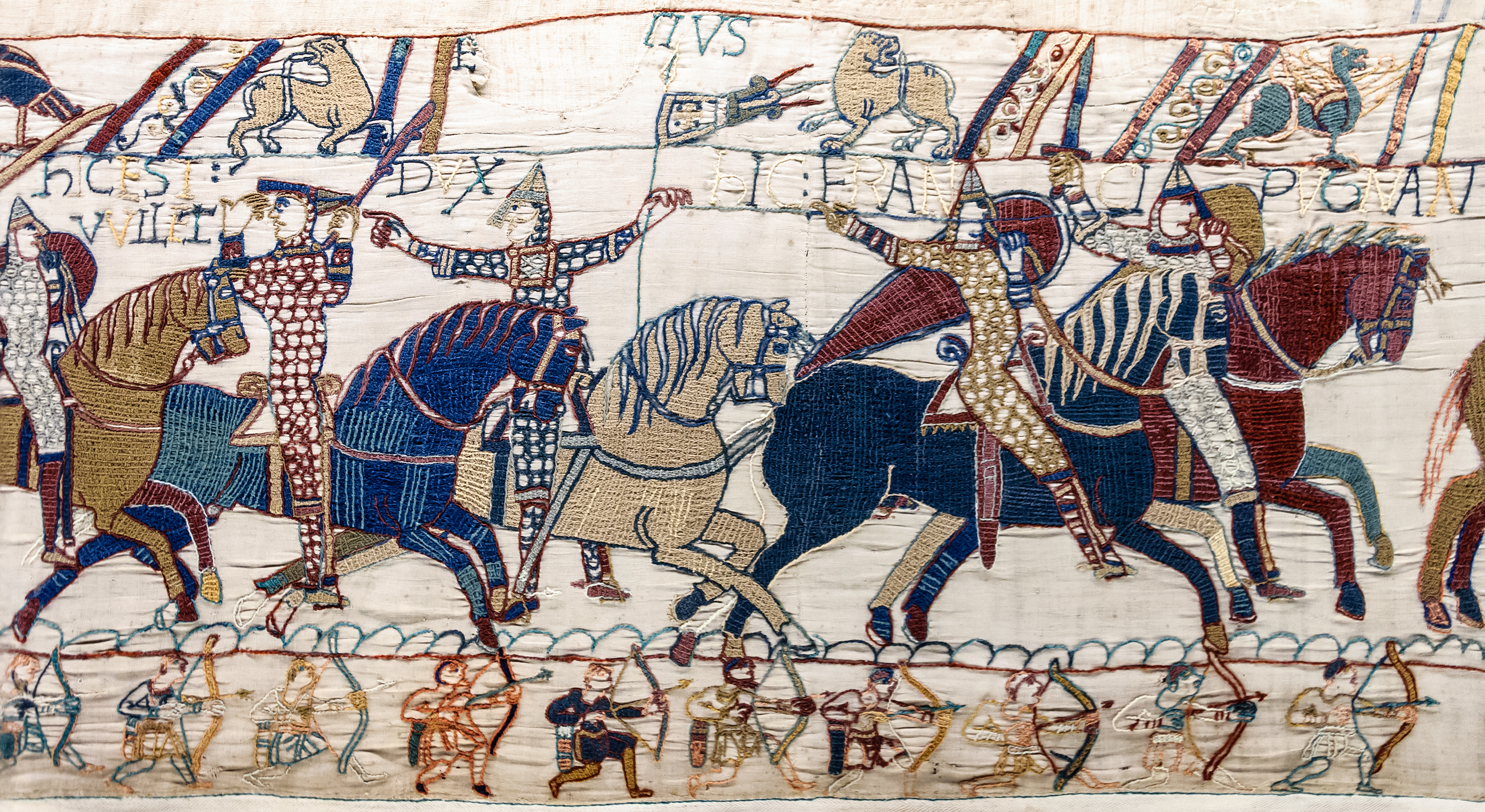
La batalla de Hastings (1066).

Hic Willelm dux interrogat Vital si vidisset exercitum Haroldi Iste nuntiat Haroldum regem de exercitu Wilelmi ducis Hic Willelm dux alloquitur suis militibus ut prepararent se viriliter et sapienter ad prelium contra Anglorum exercitum

### Escenas 61-68: La batalla de Hastings
Hic ceciderunt Lewine et Gyrth frates Haroldi regis Hic ceciderunt simul Angli et Franci in prelio Hic Odo episcopus baculum tenens confortat pueros

### Escenas 68-73: Final del combate y derrota
Hic est dux Wilelmus E(usta)tius Hic Franci pugnant et ceciderunt qui erant cum Haroldo Hic Harold rex interfectus est et fuga verterunt Angli

## Controversia
Aunque los hechos históricos que en él se reflejan pueden haber sido exagerados por la propaganda política, con su énfasis en la victoria de los seguidores de Guillermo I, el tapiz de Bayeux representa un documento visual único de este periodo histórico. Sin embargo, algunas de sus representaciones son imprecisas, como la de los guerreros luchando con las manos desnudas, cuando es un hecho conocido, a través de otras fuentes, que era general el uso de guantes en las batallas y cacerías de la época.
Una copia a tamaño original, terminada en 1886, se exhibe en el Museo de Reading en Reading (Berkshire) Inglaterra, Reino Unido.

## En la cultura popular
- Un homenaje al mismo fue usado en los créditos iniciales de la película de Walt Disney La bruja novata (1971), protagonizada por Angela Lansbury.
- Los créditos iniciales de la película Robin Hood, príncipe de los ladrones muestran diversas escenas del tapiz.
- El tapiz inspiró un gag del sofá de la popular comedia animada televisiva Los Simpson. En el gag, desarrollado al estilo visual del tapiz, se cuentan los avatares de la familia para lograr su ansiado sofá.